# 分極的多党制
分極的多党制（ぶんきょくてきたとうせい、英語：polarized pluralism）とは、政治学の用語で、政党間のイデオロギー距離が大きく多極構造をもつ政党制を指す。極端な多党制とも。政治学者のジョヴァンニ・サルトーリが提唱した。

## 概要
分極的多党制は以下のような状態を指す。
1. 議席のある政党の数が6以上（とされていたが、本質的には3党であっても分極的になりうる）。
2. 左右を問わず、有力な反体制政党が存在する。
3. 政党間の政策距離が大きいため、連立が成立しにくい。
4. 双系野党の存在（政党もしくは政党群が以下のような状態におかれていることを指す）。
  - 4ブロック以上に分かれている。
  - 3ブロックに分かれていて、かつそのうち1ブロックのみで政権を担う場合において、その政権政党ブロックがイデオロギー的に中道に位置している。
  - 右翼ブロック、中道ブロック、左翼ブロックに分かれていて、右翼と中道（あるいは左翼と中道）で政権交代がある場合、中道ブロックが政権を担っているときはイデオロギー的に左右に野党が存在することになる。これが「双系野党の存在」である。

つまり、政権に参加する機会のない反体制政党は、当然のことながら穏健な中道政党ではないと予測される。反体制政党があるということは、それはすなわち政党間の政策距離が大きいということと同義である。そのため、その反体制政党が政権に参加する機会がないので、しばしば政権政党の資格があるとされている政党もしくは政党群だけでは、いずれも過半数に届かず、連立政権が発足できずに膠着状態に陥ると予測されるのである。政権を担ってきた2つの政党ブロックは激しく政権争いをして選挙を戦ってきたのはずなので、連立のための交渉は成立しにくい。しかし第三勢力は反体制政党であるため、やはり連立のための交渉は成立しにくいと予測される。

## 事例
典型例としては、
- ヴァイマル共和政時代のドイツ。社会民主党が中心の体制であったが、右に国民社会主義ドイツ労働者党、左にドイツ共産党が控えていた。
- 1993年までのイタリア。キリスト教民主党が中心の体制であったが、右にイタリア社会運動（ネオファシスト）、左にイタリア共産党（そしてイタリア共産党は大勢力）が控えていた。ただし、構図としてはイタリア共産党vsその他の政党による連合となっており、与野党の構成は変わらず、さらにキリスト教民主党が4年間を除いて常に首相を輩出し、他党首相の4年間は連立与党であり、それも含めて常に与党であったため、実際には一党優位政党制に分類される。

かなり数の多い多党制が前提であるので、比例代表制でこの現象が起きやすいとされる。しかし同じ比例代表制でも、分極的多党制にならなかったスカンディナヴィア諸国の事例もある。分極的多党制は、（阻止条項などの小政党進出をブロックする制度をもたない）比例代表制と他の条件が重なった場合生じると解釈することができるだろう。
ドイツでは、結果としてファシズムの台頭を招いてしまった反省から、戦後のドイツ連邦共和国では、
1. 5％以上の得票がなければ議席は与えない（阻止条項、戦後の西ドイツがすぐに取り入れた制度ではない）。
2. 議会制民主主義を否定する政党に対しては、結社を禁止できる（「戦う民主主義」）。

などの予防策を講じている。この政策によりドイツ社会主義帝国党（社会主義ライヒ党）、ドイツ共産党などは解散させられた。